# Brachyophis
Brachyophis – rodzaj węży z rodziny Micrelapidae.

## Rozmieszczenie geograficzne
Rodzaj obejmuje gatunki występujące w Afryce Wschodniej, będące endemitami Somalii.

## Systematyka
Rodzaj zdefiniował w 1888 roku francuski herpetolog François Mocquard w rozdziale zatytułowanym O kolekcji gadów i płazów przywiezionych z krajów Comali i Zanzibaru przez pana G. Révoila opublikowanym w zbiorczej publikacji o tytule Wspomnienia opublikowane przez Towarzystwo Filomatyczne z okazji setnej rocznicy jego założenia 1788–1888. Gatunkiem typowym jest (oznaczenie monotypowe) B. revoili.

### Etymologia
Brachyophis: gr. βραχυς brakhus ‘krótki’; οφις ophis, οφεως opheōs ‘wąż’.

### Podział systematyczny
Do rodzaju należą następujące gatunki:
- Brachyophis cornii Scortecci, 1932
- Brachyophis krameri Lanza, 1966
- Brachyophis revoili Mocquard, 1888